# Il silenzio dei vivi
Il silenzio dei vivi è un libro pubblicato nel febbraio del 1997 che narra l'esperienza che l'autrice, Elisa Springer, ha vissuto nei campi di concentramento di Auschwitz, Bergen Belsen e Theresienstadt.

## Trama
Elisa Springer apparteneva a una famiglia viennese benestante. Nel 1940, all'età di 26 anni, fugge a Milano per mettersi in salvo dalle persecuzioni dei nazisti; viene però arrestata e deportata nel campo di concentramento di Auschwitz il 2 agosto 1944. Si rivela ben presto una donna forte, resiste al campo di Auschwitz, viene trasferita a Bergen Belsen e successivamente a Theresienstadt. Elisa riesce a sopravvivere ai campi e ritorna in Italia. Decide subito di non parlare di quello che ha passato, nasconde il numero tatuato ad Auschwitz, perché aveva paura di ciò che potevano dire e pensare i giovani: deriderla oppure credere che fossero solo fesserie. Un giorno Silvio, suo figlio che ha ormai 20 anni, decide di sapere qualcosa sul passato della madre. Elisa Springer decide, a 68 anni, di raccontare la sua esperienza "per non dimenticare a quali aberrazioni può condurre l'odio razziale e l'intolleranza, non il rito del ricordo, ma la cultura della memoria". All'età di 68 anni, Elisa ricordava perfettamente ogni singola cosa, compreso tutto ciò che aveva subito.